# Theo Middelkamp
Theo Middelkamp (Nieuw-Namen, 23 de febrero de 1914 - Kieldrecht, 2 de mayo de 2005) fue un ciclista neerlandés. Fue el primer neerlandés en ganar una etapa al Tour de Francia. Nunca se enfrontó a ninguna etapa de montaña y siempre iba con una bicicleta de una sola marcha. Aun así, el 14 de julio de 1936 ganó la etapa entre Aix-les-Bains y Grenoble, superando el Col du Galibier. Acabó el 23º de la general. En 1937 tuvo que abandonar después de una caída. En 1938 ganó la séptima etapa y obtuvo un premio de 5.000 francos, mucho menos de lo que ganaba en las carreras de Flandes, por la cual cosa decidió no participar nunca más en el Tour y especializarse en las clásicas.
Su carrera fue interrumpida por la Segunda Guerra Mundial, en el transcurso de la cual se ganó la vida como contrabandista, pero fue cogido y encarcelado. En 1946 un incidente mecánico le impidió ganar el Campeonato del Mundo. En 1947, en Reims, consiguió ser el primer neerlandés en conquistar el Campeonato del Mundo de Ciclismo. En 1951 se retiró y se dedicó a la restauración en Kieldrecht (Bélgica).

## Palmarés
| 1935 - Stadsprijs Geraardsbergen 1936 - 1 etapa en el Tour de Francia - 3º en el Campeonato Mundial en Ruta 1938 - Campeonato de los Países Bajos en Ruta - Gran Premio del 1 de Mayo - 1 etapa en el Tour de Francia 1943 - Campeonato de los Países Bajos en Ruta 1944 - 3º en el Campeonato de los Países Bajos en Ruta | 1945 - Campeonato de los Países Bajos en Ruta - Premio Nacional de Clausura 1946 - 2º en el Campeonato de los Países Bajos en Ruta 1947 - Campeonato Mundial en Ruta 1948 - 3º en el Campeonato de los Países Bajos en Ruta 1950 - 2º en el Campeonato Mundial en Ruta |

## Resultados en las Grandes Vueltas y Campeonatos del Mundo
| Carrera         | Carrera         | 1934 | 1935 | 1936 | 1937 | 1938 | 1939 | 1940 | 1941 | 1942 | 1943 | 1944 | 1945 | 1946 | 1947 | 1948 | 1949 | 1950 |
| --------------- | --------------- | ---- | ---- | ---- | ---- | ---- | ---- | ---- | ---- | ---- | ---- | ---- | ---- | ---- | ---- | ---- | ---- | ---- |
|                 | Giro de Italia  | —    | —    | —    | —    | —    | —    | —    | X    | X    | X    | X    | X    | —    | —    | —    | —    | —    |
|                 | Tour de Francia | —    | —    | —    | 23.º | Ab.  | 42.º | X    | X    | X    | X    | X    | X    | X    | —    | —    | —    | —    |
|                 | Vuelta a España | X    | —    | —    | X    | X    | X    | X    | —    | —    | X    | X    | —    | —    | —    | —    | X    | —    |
| Mundial en Ruta | Mundial en Ruta | —    | Ab.  | 3.º  | —    | Ab.  | X    | X    | X    | X    | X    | X    | X    | Ab.  | 1.º  | Ab.  | —    | 2.º  |

—: no participa

Ab.: abandono